# زنان در فیزیک پزشکی

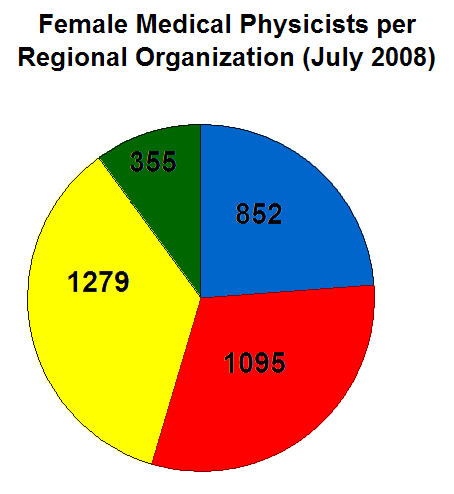
نمودار تعداد متخصصین زن در فیزیک پزشکی در جهان بر پایهٔ عضویت در سازمانهای فیزیک پزشکی منطقه‌ای عضو IOMP در جولای ۲۰۰۸ میلادی:
سازمانهای آسیا و اقیانوسیه
سازمانهای اتحادیه اروپا و سازمانهای در آفریقا
انجمن فیزیک پزشکی آمریکا
سازمانهای کشورهای آمریکای لاتین

زنان نزدیک به ۲۵٪ از متخصصین فیزیک پزشکی در جهان را تشکیل می‌دهند، و ۱۸٪ از رادیولوژیست‌های حرفه‌ای زن هستند. این تعداد، در مقایسه، تعداد کمی می‌باشد، و نیاز به سرمایه گذاری و سیاست‌های ویژه‌ای را نشان می‌دهد. این اختلاف نه تنها در محیط بالینی، بلکه در محیط آکادمیک نیز یه چشم می‌خورد.

## تاریخچه
حرفهٔ فیزیک پزشکی بصورتی که امروزه می‌شناسیم پس از کشف اشعهٔ ایکس در ۱۸۹۵ و رادیواکتیویته در ۱۸۹۶ زائیده شد.
در میان نخستین متخصصین فیزیک پزشکی، ماری کوری را می‌توان نام برد که در ۱۹۰۳ و در ۱۹۱۱ جوایز نوبل را دریافت نمود. زنان دیگری نیز در پی او به درجات والایی در فیزیک پزشکی نائل گردیدند. دختر ماری کوری، ایرن ژولیو کوری خود نیز یک دانشمند برجسته در علوم پرتوی، و برندهٔ جایزه نوبل شد.
اما ماری و ایرن کوری تنها پیشروان این شاخهٔ علمی نبودند. به‌طور مثال، در اوایل قرن بیستم، سعی بسیاری در استفاده از رادیم در معالجهٔ سرطان انجام گردید. الن گلدیتش (به انگلیسی: Ellen Gleditsch) نروژی بود که نخستین بار نیمه عمر این رادیوایزوتوپ را اندازه گیری کرد. گلدیتش در شناخت ایزوتوپ‌های عناصر متفاوتی، نقش مهمی را ایفا کرد. کاترین شامی (به انگلیسی: Catherine Chamie) نیز در اندازه گیری نیمه عمر رادون نقش اساسی ایفا کرد. این رادیوایزوتوپ در دههٔ ۲۰ و ۳۰ میلادی در پروژهٔ سرطان‌شناسی کانادا یک عنصر محوری بود.
هریت بروکس کانادایی نیز توسط ارنست رادرفورد، بعد از ماری کوری، برترین متخصص علوم رادیولوژیکی در زمانهٔ خود لقب یافت. او نخستین متخصص علوم و فنون هسته‌ای زن در کشور کانادا است.
همچنین دوروتی کروفوت هاجکین (به انگلیسی: Dorothy Crowfoot Hodgkin) در سال ۱۹۳۴ با کمک اشعه ایکس ساختار پروتئین انسولین را تشخیص داد. روزالیند فرنکلین نیز از دیگر مشاهیر در تاریخ فیزیک پزشکی است که در کشف ساختار دی ان آ حضور و شرکت داشت.

## جایگاه امروزی زنان در فیزیک پزشکی
در ۱۹۱۹، انجمن فیزیک بیمارستان (به انگلیسی: Hospital Physics Association) در انگلستان تأسیس شد. در ۱۹۵۸ نیز انجمن فیزیک پزشکی آمریکا تأسیس گردید.
در سال ۲۰۰۸، پنجاه سال پس از تأسیس انجمن فیزیک پزشکی آمریکا، به منظور بزرگداشت جایگاه زنان در فیزیک پزشکی، یک سمپزیوم ویژه در آمریکا برگزار شد که به سابقه و افتخارات زنان در فیزیک پزشکی اختصاص یافت.
در میان زنانی که حضور آنان امروزه در تاریخ فیزیک پزشکی گرامی داشته می‌شود می‌توان به ماری لوییز مورک (به انگلیسی: Mary Louise Meurk)، مریلین استوال (به انگلیسی: Marilyn Stovall)، و اعظم نیرومند-راد، هر سه نفر برندهٔ جایزهٔ (به انگلیسی: AAPM Award for Achievement in Medical Physics)، ایدیث کویمبی (به انگلیسی: Edith Quimby) برندهٔ جایزهٔ (به انگلیسی: AAPM William D. Coolige Award)، و روزالین سوسمان یالو، برندهٔ جایزه نوبل پزشکی در سال ۱۹۷۷ اشاره نمود.

## وضعیت جهانی
| کشور                | تعداد متخصصین فیزیک پزشکی زن | تعداد کل اعضا | درصد زنان به تعداد کل |
| ------------------- | ---------------------------- | ------------- | --------------------- |
| ایالات متحده آمریکا | ۱۲۷۹                         | ۶۵۹۷          | ۱۹٪                   |
| چین                 | ۵۴۰                          | ۱۳۵۰          | ۴۰٪                   |
| بنگلادش             | ۱                            | ۳۵            | ۳٪                    |
| هنگ کنگ             | ۸                            | ۷۲            | ۱۱٪                   |
| مغولستان            | ۱                            | ۳             | ۳۳٪                   |
| کره جنوبی           | ۳۳                           | ۲۴۲           | ۱۴٪                   |
| ژاپن                | ۲۴                           | ۳۸۲           | ۶٪                    |
| تایوان              | ۳۸                           | ۱۴۲           | ۲۷٪                   |
| هند                 | ۵۰                           | ۷۰۰           | ۷٪                    |
| نپال                | ۰                            | ۷             | ۰٪                    |
| استرالیا            | ۶۶                           | ۱۷۷           | ۳۷٪                   |
| زلاندنو             | --                           | --            | ۳۳٪                   |
| تایلند              | ۴۶                           | ۸۲            | ۵۶٪                   |
| فیلیپین             | ۲۷                           | ۶۴            | ۴۲٪                   |
| اندونزی             | ۹                            | ۳۸            | ۲۴٪                   |
| سنگاپور             | ۲                            | ۲۰            | ۱۰٪                   |
| ویتنام              | ۷                            | ۵۶            | ۱۳٪                   |
| اتریش               | ۳۴                           | ۱۶۶           | ۲۰٫۵٪                 |
| بلژیک               | ۴۷                           | ۱۲۱           | ۳۹٪                   |
| بلغارستان           | --                           | --            | ۳۰٪                   |
| قبرس                | --                           | --            | ۴۱٪                   |
| دانمارک             | ۳۵                           | ۱۳۲           | ۲۷٪                   |
| مقدونیه             | --                           | --            | ۴۸٪                   |
| فرانسه              | --                           | --            | ۴۲٪                   |
| آلمان               | --                           | --            | ۱۴٪                   |
| یونان               | --                           | --            | ۴۰٪                   |
| مجارستان            | ۱۳                           | ۶۴            | ۱۷٪                   |
| ایتالیا             | --                           | --            | ۵۰٫۳٪                 |
| لتونی               | --                           | --            | ۱۶٪                   |
| لهستان              | --                           | --            | ۴۰٪                   |
| اسپانیا             | ۱۰۴                          | ۳۶۶           | ۲۸٪                   |
| صربستان             | --                           | --            | ۴۰٪                   |
| سوئد                | ۱۱۹                          | ۳۱۶           | ۳۸٪                   |
| سوئیس               | ۲۰                           | ۸۶            | ۲۳٪                   |
| پادشاهی متحده       | ۷۰۶                          | ۱۹۵۰          | ۳۶٫۲٪                 |
| آفریقای جنوبی       | ۱۷                           | ۷۲            | ۲۴٪                   |
| پرتغال              | --                           | --            | ۵۵٫۸٪                 |
| مالت                | ۱                            | ۵             | ۲۰٪                   |
| آرژانتین            | ۴۳                           | ۱۱۳           | ۳۸٪                   |
| بولیوی              | ۰                            | ۶             | ۰٪                    |
| برزیل               | ۲۵۱                          | ۶۶۲           | ۳۸٪                   |
| شیلی                | ۲                            | ۹             | ۲۲٪                   |
| کوبا                | ۳۰                           | ۱۱۱           | ۲۷٪                   |
| اکوادر              | ۱                            | ۱۰            | ۱۰٪                   |
| گواتمالا            | ۰                            | ۲             | ۰٪                    |
| مکزیک               | ۱۹                           | ۶۱            | ۳۱٪                   |
| پرو                 | ۸                            | ۳۲            | ۲۵٪                   |
| پاراگوئه            | ۰                            | ۳             | ۰٪                    |
| پاناما              | ۱                            | ۷             | ۱۴٪                   |
| جمهوری دومنیکن      | ۰                            | ۴             | ۰٪                    |
| اروگوئه             | ۰                            | ۴             | ۰٪                    |
| مجموع               | ۳۵۸۱                         | ۱۴۲۷۷         | ۲۵٪                   |

## در میان ایرانیان
- اعظم نیرومند-راد
- الا کازرونی